# Mosteiro Assomáton
O Mosteiro Assomáton (também grafado Assomaton ou Asomaton; em grego: Μονή Ασωμάτων; romaniz.: Moní Asomáton; Mosteiro dos Anjos) é um mosteiro bizantino localizado 35 km a sudeste de Retimno na unidade regional de Retimno, no vale Amári, Creta, Grécia. Foi presumivelmente fundado durante o segundo período bizantino em Creta (961–1204) [a] por um nobre de Heraclião que, por intermédio de um monge do mosteiro de Calóidena, escolheu esta região para fundar um mosteiro dedicado ao Arcanjo Miguel. Atualmente, o 28º Eforato de Antiguidades Bizantinas do Ministério Grego da Cultura em Retimno comprometeu-se a restaurar gradualmente os edifícios monásticos.
Durante o século XVII, o mosteiro floresceu graças aos muitos donativos dos aldeões, tornando-se então, durante a dominação turca, o centro cultural da região. Utilizando-se do prestígio adquirido criou, entre outras coisas, uma escola em Monastirací (que operou até 1898), contudo, pela região ter grande número de cretenses muçulmanos, o mosteiro foi constantemente saqueado e destruído. Em 1810, um terremoto provocou grandes avarias no recinto. Em 1930, tornou-se uma escola agrícola.